# Vamaná-purana
El Vamaná-purana es uno de los dieciocho Maja-puranas, una colección de textos religiosos hinduistas. Está dedicado al avatar Vamaná (encarnación del dios Visnú). Contiene elogios tanto a Visnú como a Sivá.
- vāmanapurāṇa, en el sistema AITS (alfabeto internacional para la transliteración del sánscrito).
- वामनपुराण, en escritura devanagari del sánscrito.
- Pronunciación: /vamaná purána/.[1]
- Etimología: ‘leyenda del enano’, siendo vāmana: ‘enano’ (una encarnación del dios Visnú como un brahmán con enanismo), y purāṇá: ‘antiguo’.[1]

## Contenido
Hay diez temas diferenciados en el Vamaná-purana (de hecho, en la mayoría de los Puranas).
Ellos son:
1. Sarga (‘creación’), descripción del origen del universo.
2. Visarga, cómo un alma pasa una especie a otra.
3. Sthaan (‘estabilidad’) describe los diversos sitios donde puede vivir un hombre de las castas superiores.
4. Poshan (‘alimento’), lista de alimentos permitidos y prohibidos.
5. Uti
6. Vritti (‘manutención’) describe los diversos medios que tiene permitido un hombre de las castas superiores para sobrevivir.
7. Raksha (‘protección’) describe las diversas encarnaciones que adoptó el dios Visnú para proteger a la humanidad.
8. Manuantara (‘dentro de un Manu’) describe la historia sucedida en esta era Manuantara (que dura varios millones de años).
9. Vamsa (‘linaje’) describe los linajes legendarios, desde el dios Brahma (creador del mundo).
10. Upasraia (‘refugio debajo’) explica el significado del Brahman.

## Capítulos
Las ediciones impresas de esta obra tienen 96 capítulos.
En el capítulo 1, el sabio volador Nárada le pide al sabio Pulastia que le cuente la leyenda del avatar enano de Visnú.
Los capítulos 34 a 42 detallan exhaustivamente los tirthas (sitios de peregrinación dentro de la India), ríos sagrados y bosques en la región de Kurukshetra.